# Comarca di Roma
La comarca di Roma fu una suddivisione amministrativa dello Stato Pontificio, esistita tra il 1816 e il 1870. La Comarca era un tipo speciale di delegazione e includeva Roma e buona parte dell'Agro Romano (poi confluito nella provincia di Roma).
All'epoca della sua istituzione la Comarca confinava a ovest con la delegazione di Civitavecchia e il Mar Tirreno, a nord con le delegazioni di Viterbo e Rieti, a sud con la delegazione di Frosinone, a est con il Regno delle Due Sicilie. Nel 1832, per scorporo da quella di Frosinone, fu istituita la delegazione di Velletri, situata sul confine sudoccidentale della Comarca.

## Storia
All'indomani del Congresso di Vienna, con il motu proprio Quando per ammirabile disposizione (6 luglio 1816), papa Pio VII riformò la ripartizione amministrativa dello Stato Pontificio istituendo la Comarca in luogo dell'antico distretto di Roma, dove per distretto (districtus) si intendeva l'ambito di giurisdizione territoriale del Praefectus urbi della Roma Imperiale, istituto giuridico fatto proprio - come anche altri - dal romano pontefice per il governo della Chiesa di Roma. Esso comprendeva il territorio infra centum milia ab Urbe lapide, il cui conteggio iniziava dal Foro Romano.
La riforma entrò in vigore l'anno successivo.
La Comarca era divisa nei distretti di Roma, Subiaco e Tivoli, e aveva per capoluogo Roma.
La riorganizzazione territoriale di Pio IX (22 settembre 1850) inserì la Comarca (con le delegazioni di Viterbo, Civitavecchia e Orvieto) nel circondario di Roma, che si aggiungeva alle quattro legazioni che avevano raggruppato le preesistenti delegazioni dello Stato Pontificio. Dopo la presa di Roma (20 settembre 1870) fu trasformata nel circondario di Roma della provincia omonima.

## Geografia antropica

### 1833
| Legazione | Distretto | Governo              | Vicegoverno | Comunità |
| --------- | --------- | -------------------- | ----------- | --- |
| Roma      | Roma      | Albano               |             | Albano, Ariccia |
| Roma      | Roma      | Albano               | Nettuno     | Nettuno, Porto d'Anzio |
| Roma      | Roma      | Bracciano            |             | Bracciano |
| Roma      | Roma      | Campagnano           |             | Anguillara, Campagnano, Cesano, Formello, Magliano Pecorareccio, Mazzano, Monterosi, Trevignano                                                      |
| Roma      | Roma      | Castel Gandolfo      |             | Castel Gandolfo |
| Roma      | Roma      | Castelnuovo di Porto |             | Castelnuovo di Porto, Civitella San Paolo, Fiano, Filacciano, Leprignano, Morlupo, Nazzano, Ponzano, Riano, Rignano, Sacrofano, Sant'Oreste, Torrita |
| Roma      | Roma      | Frascati             |             | Frascati, Monte Compatri, Monte Porzio, Rocca di Papa, Rocca Priora                                                                                  |
| Roma      | Roma      | Genzano              |             | Civita Lavinia, Genzano, Nemi, Ardea |
| Roma      | Roma      | Marino               |             | Marino |
| Roma      | Roma      | Roma                 |             | Roma |
| Roma      | Subiaco   | Subiaco              |             | Affile, Agosta, Camerata, Canterano, Cervara, Cerreto, Gerano, Jenne, Marano, Ponza, Rocca Canterano, Subiaco, Vallepietra                           |
| Roma      | Subiaco   | San Vito             |             | Capranica, Civitella, Pisciano, Rocca Santo Stefano, Roiate, San Vito                                                                                |
| Roma      | Tivoli    | Tivoli               |             | Casape, Castel Madama, Ciciliano, Monticelli, Poli, Sambuci, Saracinesco, San Gregorio, San Polo dei Cavalieri, Sant'Angelo, Tivoli, Vicovaro        |
| Roma      | Tivoli    | Arsoli               |             | Anticoli Corrado, Arsoli, Cantalupo Bardella, Licenza, Percile, Riofreddo, Roccagiovine, Roviano, Scarpa, Vallinfreda, Vivaro                        |
| Roma      | Tivoli    | Genazzano            |             | Cave, Genazzano, Olevano, Rocca di Cave |
| Roma      | Tivoli    | Palestrina           |             | Castel San Pietro, Palestrina, Zagarolo |
| Roma      | Tivoli    | Palombara            |             | Mentana, Monteflavio, Montelibretti, Monterotondo, Montorio Romano, Moricone, Nerola, Palombara                                                      |
| Roma      | Tivoli    | Gallicano            |             | Colonna, Gallicano |